# Lacosamida
Lacosamida é um fármaco adjuvante utilizado no tratamento da epilepsia não-controlada.